# شركة ميكيل للقهوة
ميكيل هي سلسلة مقاهي يونانية حيث تخصص شبكة من أكثر من 123 متجرا في اليونان. اسم ميكيل (بالإنجليزية: Mikel)‏ يقف بمثابة اختصار لهذه العبارة (Maybe Its knowledge Entering Life). شعار العلامة التجارية يتميز والد مؤسسها ليفتيريس كيرياكاكيس.